# ريتشارد نوريس بروك

صورة بروك من قبل فرانسيس بنيامين جونستون

يعد ريتشارد نوريس بروك (20 أكتوبر 1847 - 25 أبريل 1920) رسامًا أمريكيًا معروفًا بشكل خاص بنوعية مشاهده التي تصور موضوعات أمريكية أفريقية. وقد تم وصفه بأنه «الأول من بين العديد من الفنانين الذين حققوا تمييزًا وطنيًا لمجتمع واشنطن الفني، والذين لعبوا دورًا أساسيًا في جعلها أكثر احترافية من خلال إنشاء المدارس والنوادي والمعارض».

## السيرة الذاتية
وُلد بروك في وارينتون بولاية فيرجينيا ، وهو ابن جيمس فاس بروك وماري نوريس بروك. عاش في وارينتون خلال الحرب الأهلية الأمريكية ، والتي كانت خلالها تحت الاحتلال من قبل جيش الاتحاد. ويعتقد أنه تلقى تعليماته الأولى في الفن من ويليام د. واشنطن ، على الرغم من عدم العثور على دليل نهائي قط.  قام بروك الأكبر بترتيبات لابنه للسفر إلى روما لدراسة الفن تحت ويليام راندولف باربي ، ولكن اندلاع الحرب منع الرحلة. بدلاً من ذلك، في عام 1865، التحق ريتشارد في أكاديمية بنسلفانيا للفنون الجميلة، حيث درس تحت إدموند بونسيل وجيمس لامبدين، وتخرج منها عام 1871. أثناء إقامته في فيلادلفيا، قام بالتدريس في عدد من المدارس، بما في ذلك معهد ماونت فيرنون. أكاديمية برود ستريت العسكرية وكلية فيلا نوفا. عند وفاة ويليام د. واشنطن في عام 1871، تم تعيين بروك رئيسًا لقسم الفنون الجميلة في معهد فرجينيا العسكري، لكنه ترك المنصب في العام التالي. في عام 1873 أصبح قنصلًا للولايات المتحدة في لاروشيل ، وبقي في هذا المنصب حتى عام 1877 ؛ خلال الفترة التي قضاها في فرنسا درس مع ليون بونات، قبل ان يعمل مع كارولوس دوران وبنيامين كونستانت .

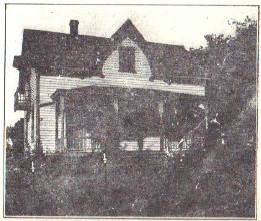
مبنى استوديو بروك في وارينتون

استقر بروك في واشنطن العاصمة عام 1880 وظل مرتبطًا بالحياة الفنية لتلك المدينة حتى وفاته. ولم يتوقف عن زيارة أوروبا، في نقاط مختلفة بزيارة باريس ولندن ولاهاي.  في واشنطن انتقل إلى Vernon Row ، وهو مبنى استديو محترم شرق البيت الأبيض ، حيث رسم فنه وعرضه على الجمهور. في وقت لاحق، مع ماكس ويل، أسس «استوديو باربيزون» قطريًا مقابل معرض كوركوران السابق في شارع 17 وشارع بنسلفانيا، لكن الطبيعة التجارية للحي تعني أن المجتمع الفني الحقيقي لا يمكن أن يسيطر عليه.
سرعان ما أصبح بروك نشطًا في الشؤون الفنية لمدينته الجديدة، وأصبح نائبًا لرئيس نادي واشنطن للفنون في عام 1881 وظل في هذا الدور حتى عام 1884. في العام الأخير كان من بين الرواد الذين أسسوا رابطة طلاب الفنون في واشنطن، بجانب عمله أيضًا كمدرس. منذ فترة طويلة في موظفي مدرسة كوركوران، عمل كنائب مدير لها من عام 1902 حتى عام 1917 ؛  شوهدت أعماله في بينالي كوركوران 1912 و 1914 و 1916. كان أيضًا عضوًا في نادي الألوان المائية بواشنطن، وعرض عملاً في المعارض الجماعية للجمعية. في عام 1909، ومرة أخرى في عام 1913، ترأس لجنة الميداليات والشارات للجنة الافتتاحية للرئيس. في عام 1882 تم عرض عمله في العرض السنوي للأكاديمية الوطنية للتصميم؛ كما عرضت لوحاته في معرض ويليام ماكبث. كان عارضًا في معرض دول القطن والمعرض الدولي، الذي منحه ميدالية، وفي معرض الحفظ الوطني، حيث ظهر عمله جنبًا إلى جنب مع العديد من زملاء واشنطن. إلى جانب الرسم، وجد بروك أيضًا عملاً يشتري الفن للمجموعات الخاصة، بدءًا من عام 1882 بعمله لتوماس إي واغامان. خلال حياته المهنية، حصل على عدد من الجوائز، بما في ذلك جائزة بارسونز من جمعية فناني واشنطن في عام 1901 وجائزة كوركوران الثالثة في عام 1904.
بعيدا عن حياته الفنية، عُرف بروك بأنه مسيحي متدين قاد اجتماعات البعثة يوم الأحد في محكمة مقاطعة فاوكير. حافظ على نشاطه في شؤون Warrenton طوال معظم حياته. في عام 1882 رسم علمًا لتقديمه إلى بنادق وارينتون أثناء رحلتهم إلى يوركتاون للمشاركة في الاحتفال بالذكرى المئوية للمعركة هناك، وفي 15 نوفمبر 1889، كان من بين أولئك الذين أنقذوا صورة ويليام واشنطن لجون مارشال من الدمار. دمرت في حريق اجتاح قاعة المحكمة. في نفس العام استأجر مساحة في Town Hall لاستخدامها كمعرض فني، وبعد ذلك بوقت قصير أقام استوديو صيفي في المدينة.  في سنواته الأخيرة قضى وقته بين واشنطن ووارنتون، مات في بلدة ولادته  في منزل ابن أخيه.  دفن في مقبرة وارينتون مع والديه وأخته الصغرى. تكريما له أقيم معرض تذكاري في Corcoran في عام وفاته.

## أعماله

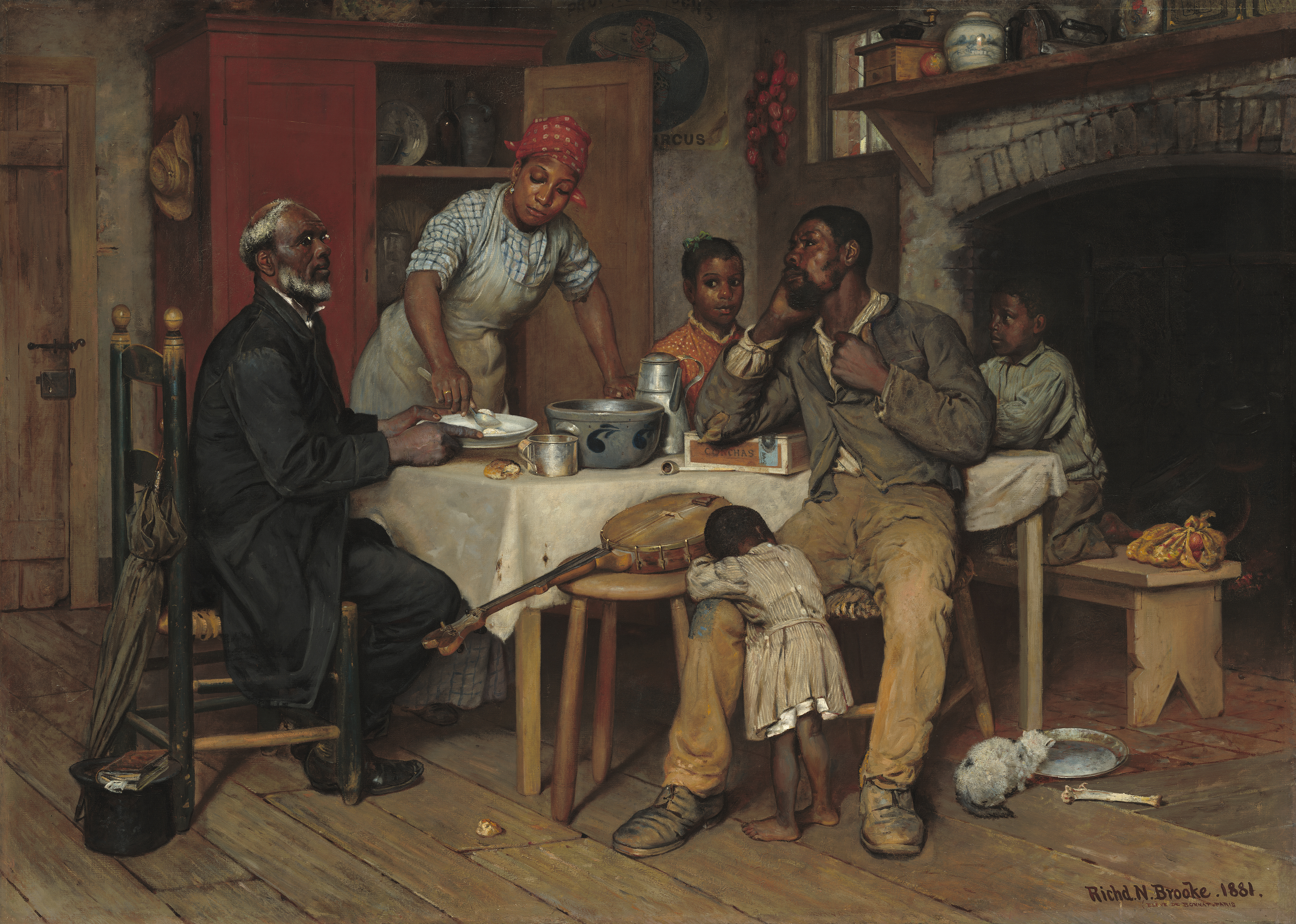
زيارة رعوية ، زيت على قماش عام 1881 ، في مجموعة المعرض الوطني للفنون

حقق بروك ملاحظة لأول مرة كرسام لمشاهد من أنواع الحياة الأمريكية الأفريقية. في عام 1871 و 1872، تم استنساخ عدد من هذه القطع في مجلة هاربر ،  وأول لوحة رئيسية له عند عودته من فرنسا، زيارة رعوية ، يمثل عمله هذا النوع. بشكل غيرمالوف بين معاصريه، اختار تصوير أهدافه السوداء باسلوب متعاطف أكثر من كونه كاريكاتوري.  وأوضح دوافعه في رسالة تعرض اللوحة للبيع لمعرض كوركوران للفنون: 
 لا بد أنه أدهش الكثيرين منكم أن المجموعة المتميزة من الموضوعات التي توفرها الحياة العائلية الزنجية قد تم التخلي عنها بشكل غريب لأعمال العلاج الهزيل والمبالغة المبتذلة. هذا الفكاهة الغريبة التي يتميز بها الجنس، والتي تختلف باختلاف الفرد، لا يمكن نقلها بشكل فظ وساذج. </br> </br> ومع بدء عملى في هذا المجال، بناء على نصيحة العديد من أصدقائي الفنانين، ومع معدات تدريب أجنبية، كان لي هدف محدد. لقد كان هدفي بينما أدرك بشكل ملائم السمات الفكاهية لموضوعي، لرفعها إلى تلك المستوى من المعاملة الرصينة والصادقة التي، في الفن الفرنسي، كرمت مواضيع الفلاحين في جولز بريتون، ويجب أن تميز كل عمل فني. يسعدني أن أفكر، من الاستقبال الذي أعطاه الجمهور لهذا الجهد، أن موضوعي، مهما أدرك! وقد تم تقديره بشكل معنوى وحسى  
 وافق كوركوران على عرض العمل، وظل لسنوات طويلة مفضلًا في مجموعة المتحف للفن الأمريكي.
أنتج بروك العديد من قطع الأنواع الأخرى خلال حياته الفنية، وأبرزها A Dog Swap ؛ ومع ذلك، يبدو أنه فضل رسم التضاريس الطبيعية بدلاً من قطع النوع، وقضى الكثير من الوقت في رسم المناظر الطبيعية حول Warrenton.  مع ويليام هنري هولمز ، وإدموند كلارنس ميسير، وجيمس هنري موزر، وماكس ويل، من بين آخرين، شكل مجموعة، يشار إليها أحيانًا باسم «مدرسة واشنطن لفن التصوير الطبيعي»، والتي استلهمت لوحاتها من مدرسة باربيزون ومن قبل المعاصرين آنذاك عمل الرسامين الهولنديين.  كما حقق قدرًا كبيرًا من النجاح كرسام تصويرى.  تم ضياع أكثر من 200 من لوحاته ورسوماته عندما ااندلع حريق وارينتون في عام 1909 ودمر الاستوديو الصيفي، الذي جمع فيه العديد من اللوحات استعدادًا لمعرض قادم.
استمرت الرحلة الرعوية في مجموعة معرض كوركوران للفنون حتى حل تلك المؤسسة، وعندها دخلت مجموعة المعرض الوطني للفنون .  في مجموعة متحف سميثسونيان للفنون الأمريكية، يمثل بروك ثلاثة أعمال: مبادلة كلب عام 1881  وعملان غير مؤرخين على الورق، دفن بابوس  ، و يلوستون جيسير. يضم متحف فيرجينيا للفنون الجميلة لوحتين، وهو تصوير لبوكاهونتاس اكتمل في عام 1907،  ومنظر لميناء غلوستر يعود إلى حوالي عام 1910. يحتفظ مجلس نواب الولايات المتحدة بصورتين لبروك . واحد، لجون مارشال، هو نسخة من صورة واشنطن التي أنقذها بروك من الحريق وتوجد في محكمة مقاطعة فاوكير؛  الآخر، من المتحدث روبرت إم تي هانتر، كان من بين الذين وجهت نانسي بيلوسي بعرضهم في عام 2020 ردا على احتجاجات بسبب مقتل الزنجى( جورج فلويد).  توجد لوحة من نوع الحرب الأهلية لعام 1872، Furling the Flag ، في مجموعة متحف West Point . 